# 銥異常

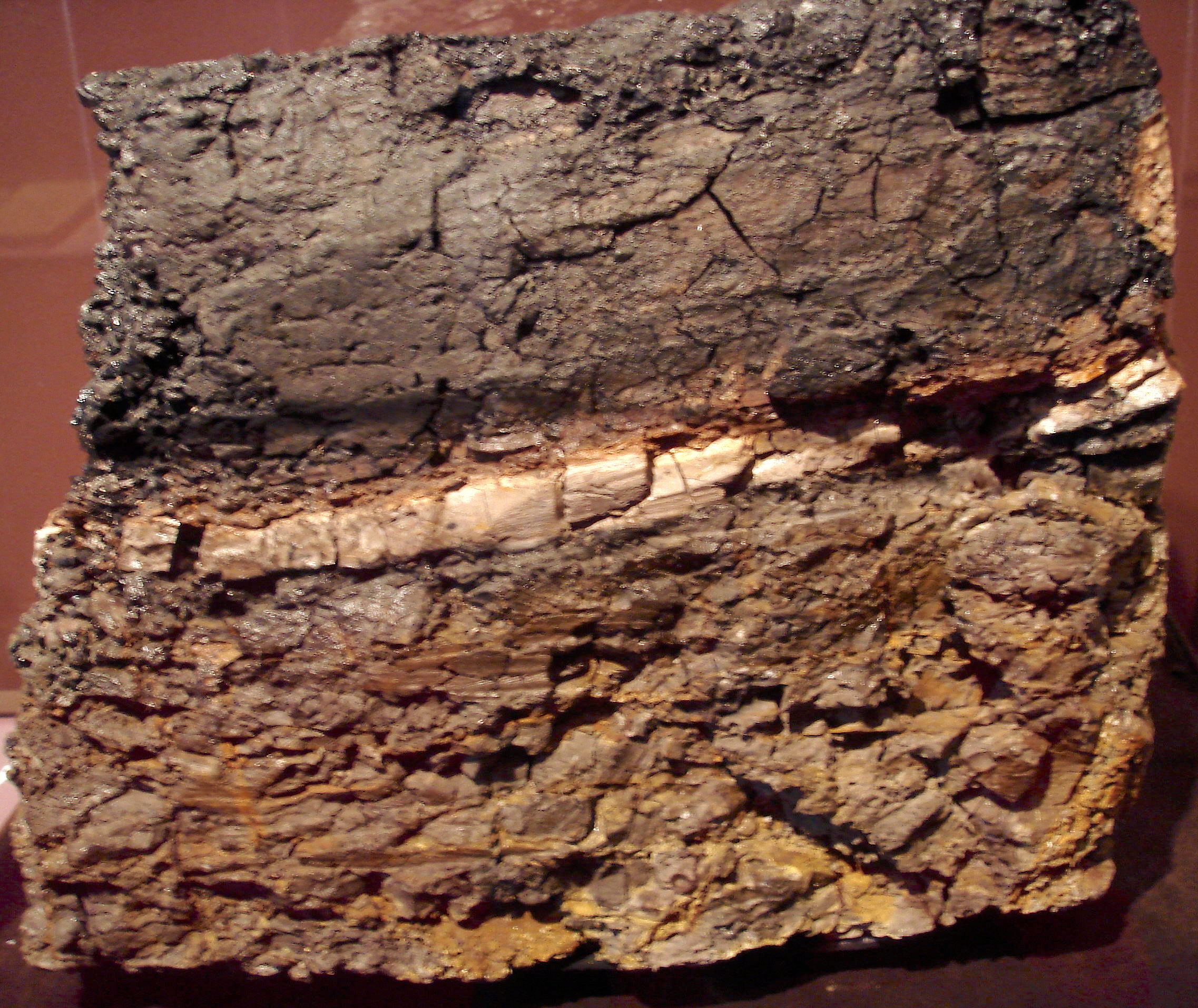
來自美國懷俄明州的含K-T界線岩石。中間的白色黏土層平均銥含量是其他地層的1000倍。

銥異常（Iridium anomaly）一般是指在地層中化學元素銥含量異常豐富的狀況。而這異常含量一般被認為是其他天體撞擊地球的撞擊事件證據，白堊紀與第三紀地層交界的K-T界線即為一典型的例子。

## 概要
在地球的地殼中，銥是一種含量極低的元素，但在世界各地約6500萬年前形成的白堊紀和第三紀地層交界處薄黏土層中，銥含量卻比正常值高出100倍以上。這個交界被標定是造成當時地球上恐龍在內70%物種滅絕的滅絕事件期間所形成的。物理學家路易斯·阿尔瓦雷茨和他的地質學家兒子沃爾特·阿爾瓦雷茨等人首次將這異常現象與撞擊事件造成生物滅絕相連結，這是因為在隕石中可發現含量遠超過地殼的銥。這項理論隨後被其他證據所驗證，其中包含發現了被認為造成恐龍滅絕的撞擊坑，也就是今日所知在墨西哥猶加敦半島的希克蘇魯伯隕石坑。
銥異常的標準地點在美國新墨西哥州拉頓附近。

## 外部連結
- Meteorite Impacts
- Definition （页面存档备份，存于）